# 残り火 (小説)
『残り火』（のこりび）は、小杉健治による日本の推理小説。『小説推理』（双葉社）にて2012年5月号から同年10月号まで連載された。2014年にテレビドラマ化された。

## テレビドラマ
2014年10月29日にテレビ東京系「水曜ミステリー9」にて『弁護士 水木邦夫 残り火』のタイトルで放送された。

### あらすじ（テレビドラマ）
いくつもの冤罪事件を扱ってきた弁護士の水木邦夫は、妻の死を機に引退を決める。そんな水木の元をかつて痴漢冤罪事件で息子が自殺した男性・立花が訪れ、2人の女性の殺害と1人の殺人未遂の連続通り魔事件の被疑者・相浦純也の弁護を依頼する。立花は、相浦に路上で倒れた母を送り届けてもらったことがあり、心優しい彼が通り魔のような凶悪な事件を起こすはずがないと、彼の無実を信じての依頼だった。相浦が息子のように自殺を考えやしないかと考えた立花に心を動かされ、亡き妻からも活を入れられたような気がした水木は相浦の弁護を引き受ける。

### キャスト
水木邦夫
演 - 伊東四朗
妻・信子（水野久美）の死を機に引退した弁護士。相浦の弁護を引き受ける。立花の息子の弁護をしていたが、力が及ばなかった。
相浦純也
演 - 山中崇
連続通り魔事件の被疑者。両親の死後、祖父に引き取られた。現在は寝たきりの祖父との2人暮らし。1件目の事件現場から汗のついたハンカチが、3件目の事件現場から指紋の付いた凶器が発見されている。犯行を否認するが、取り合ってもらえず起訴される。
立花孝久
演 - 渡辺いっけい
痴漢として逮捕された息子の孝之が、無実の主張を信じてもらえずに自殺。
相浦に母親（森康子）を助けてもらったことがあり、心優しい彼の無実を信じて、冤罪で有名な水木に弁護を依頼する。
土川秀和
演 - 相島一之
東京地検検事。通り魔事件の公判検事。
戸田裕子
演 - 奥山佳恵
水木法律事務所の弁護士。水木の助手を務め、彼が戻ってきたことを喜ぶ。
香月由紀菜
演 - 三津谷葉子
通り魔事件の3件目の被害者。腕への軽傷だけで済んだ。
相浦純蔵
演 - 品川徹
純也の祖父。寝たきりで介護を受けている。
町沢博一
演 - 上杉祥三
3件目の事件現場の近所の住民。事件の目撃者。
服部淳美
演 - 大島蓉子
相浦家の隣人。純也の逮捕後、純蔵の面倒を見ている。
糸田政彦
演 - 冨家規政
中野北警察署 警部補。連続通り魔事件捜査本部。
武藤泰三
演 - 久保晶
裁判長。
藤川達三
演 - 井上肇
純蔵の弟・光蔵の息子（純蔵の甥）。居酒屋を営む。
野上小夜
演 - 小野麻亜矢
立花の息子が被疑者となった痴漢事件の被害者女性。
沼田和代
演 - 西田薫
由紀菜のアパートの隣人。
磯田孝太郎
演 - 小野克好
由紀菜の恋人。
川勝雅樹
演 - 管勇毅
由紀菜の元恋人。
立花孝之
演 - 兒玉宣勝
立花の息子。痴漢冤罪に苦しみ、拘置所で自殺した。
石本利香
演 - 橋本美和
通り魔事件の1件目の被害者。
塩見真理絵
演 - 緒沢あかり
通り魔事件の2件目の被害者。

### スタッフ
- 原作 - 小杉健治
- 脚本 - 林誠人
- 監督 - 渡邊孝好
- 撮影 - 安田圭
- 照明 - 田中岳
- 音声 - 瓜生公伸
- VE - 塩津亮児
- 美術 - 岩本一成
- 装飾 - 西沢和幸
- 小道具 - 多田和江
- 衣装 - 高橋英治
- メイク - 鷲田知樹
- 編集 - 森崎好
- 法律監修 - 久島和夫
- 技斗 - 山田一善
- 技術協力 - フォーチュン
- 美術協力 - 山崎美術
- スタジオ - 角川大映スタジオ
- 企画協力 - ブラス
- チーフプロデューサー - 橋本かおり（テレビ東京）
- プロデューサー - 中川順平（テレビ東京）、池端俊二、加藤賢治
- 製作 - テレビ東京、BSジャパン、リクリ